# Bad Iburg
Bad Iburg is een stad (Kneippkuuroord) en gemeente in de Duitse deelstaat Nedersaksen. De gemeente is gelegen in de Landkreis Osnabrück. De stad telt 10.540 inwoners. Naburige steden zijn onder andere Bad Essen, Bad Laer en Bad Rothenfelde.

## Plaatsen binnen de gemeente
- Bad Iburg zelf
- Glane, 2–3 km ten zuiden van Bad Iburg, aan de Glaner Bach
- Ostenfelde, 2–3 km ten zuidwesten van Bad Iburg; in 1553 ontstond hier een kasteel, Burg Scheventorf; een gedeelte hiervan bestaat nog en is thans een grote boerderij.
- Sentrup, 3–4 km ten zuidoosten van Bad Iburg. Tegen de zuidkant van het natuurreservaat met de heuvels Großer (269 m) en Kleiner (200 m) Freeden gelegen.
- Visbeck, 2–3 km ten zuiden  Van Bad Iburg. Boerendorp aan de grens met Bad Laer.

De bevolkingsstatistiek wordt niet per Ortsteil uitgesplitst bijgehouden. Het is dus niet bekend, hoeveel mensen er in elk der vijf delen van de gemeente wonen.

## Ligging, verkeer, vervoer
Bad Iburg ligt aan de zuidhellingen van het Teutoburger Woud. De 330 m hoge Dörenberg, de hoogste heuvel van de hele streek, vormt de noordgrens met Georgsmarienhütte.  De Bundesstraße 51 verbindt het met het ca. 14 km noordelijker gelegen stadscentrum van Osnabrück en met het 9 km zuidelijker gelegen Glandorf. Bad Iburg ligt  op 11 km van afrit 11 van de A33 (via binnenweggetjes richting Borgloh bij Hilter). Oostwaarts leidt een 8 km lange weg naar Hilter am Teutoburger Wald en vandaar enkele km naar afrit 12 van de A33. Via de Bundesstraße 68 komt men vanuit Hilter in het nog 5 km oostelijker gelegen Dissen am Teutoburger Wald.
Bad Iburg heeft wel een spoorwegstation, maar de spoorbaan, waaraan het ligt, wordt alleen af en toe voor toeristische ritten met historische stoomtreinen en dergelijke gebruikt.
Reizigers per openbaar vervoer nemen doorgaans de trein naar Osnabrück en aansluitend de streekbus naar Bad Iburg, hoewel de oostelijke buurgemeente Hilter wel twee stoptreinstations heeft aan de lijn Osnabrück-Bielefeld.
Bad Iburg ligt aan diverse langeafstandswandel- en -fietsroutes.

## Economie
De gemeente is een Kneippkuuroord en leeft voornamelijk van het toerisme en van de dienstensector (gezondheidszorg). In de dorpen rondom het stadje leeft men voornamelijk van de landbouw.

### Bad Iburg alskuuroord

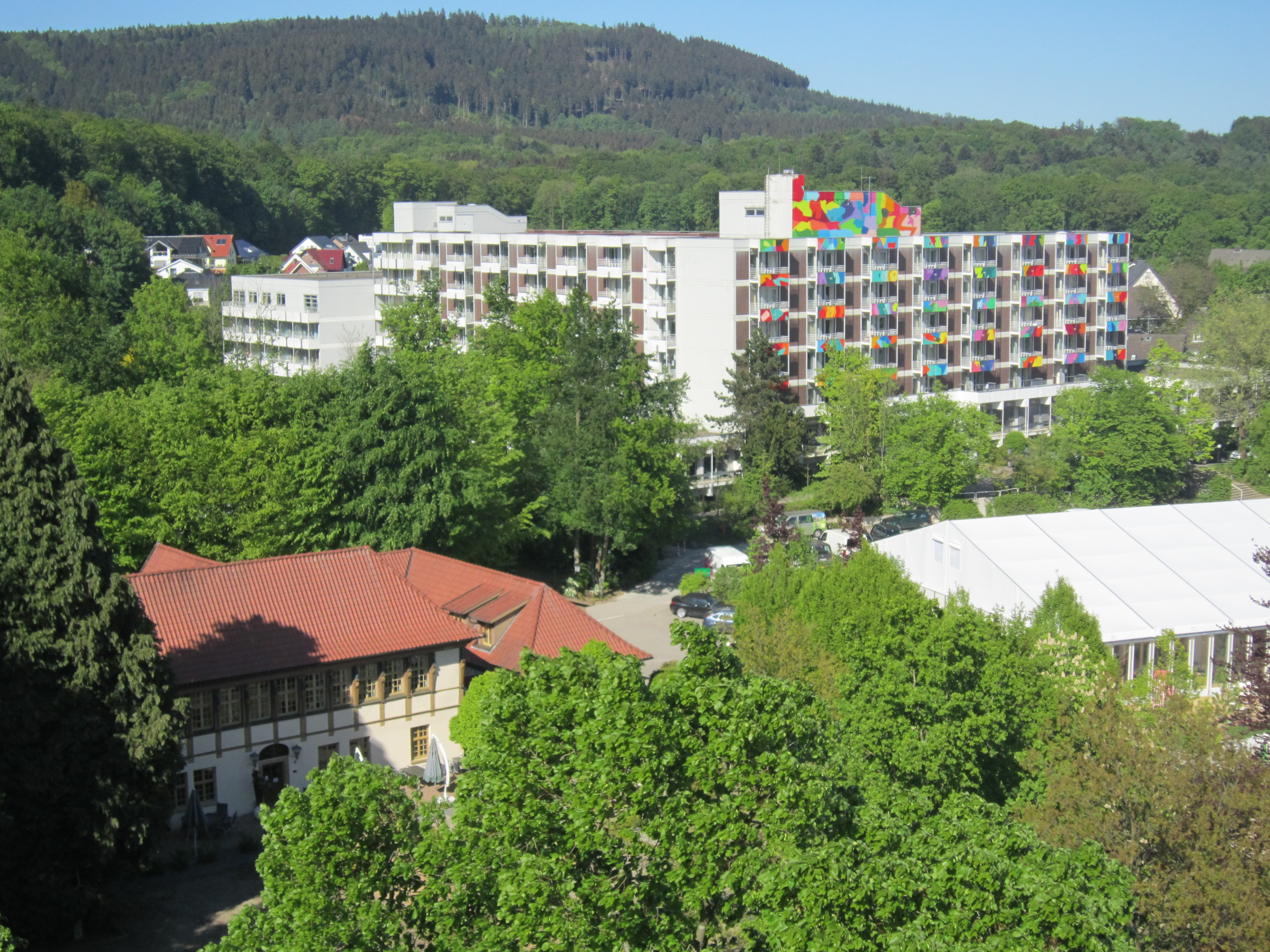
Kurklinik Dörenberg
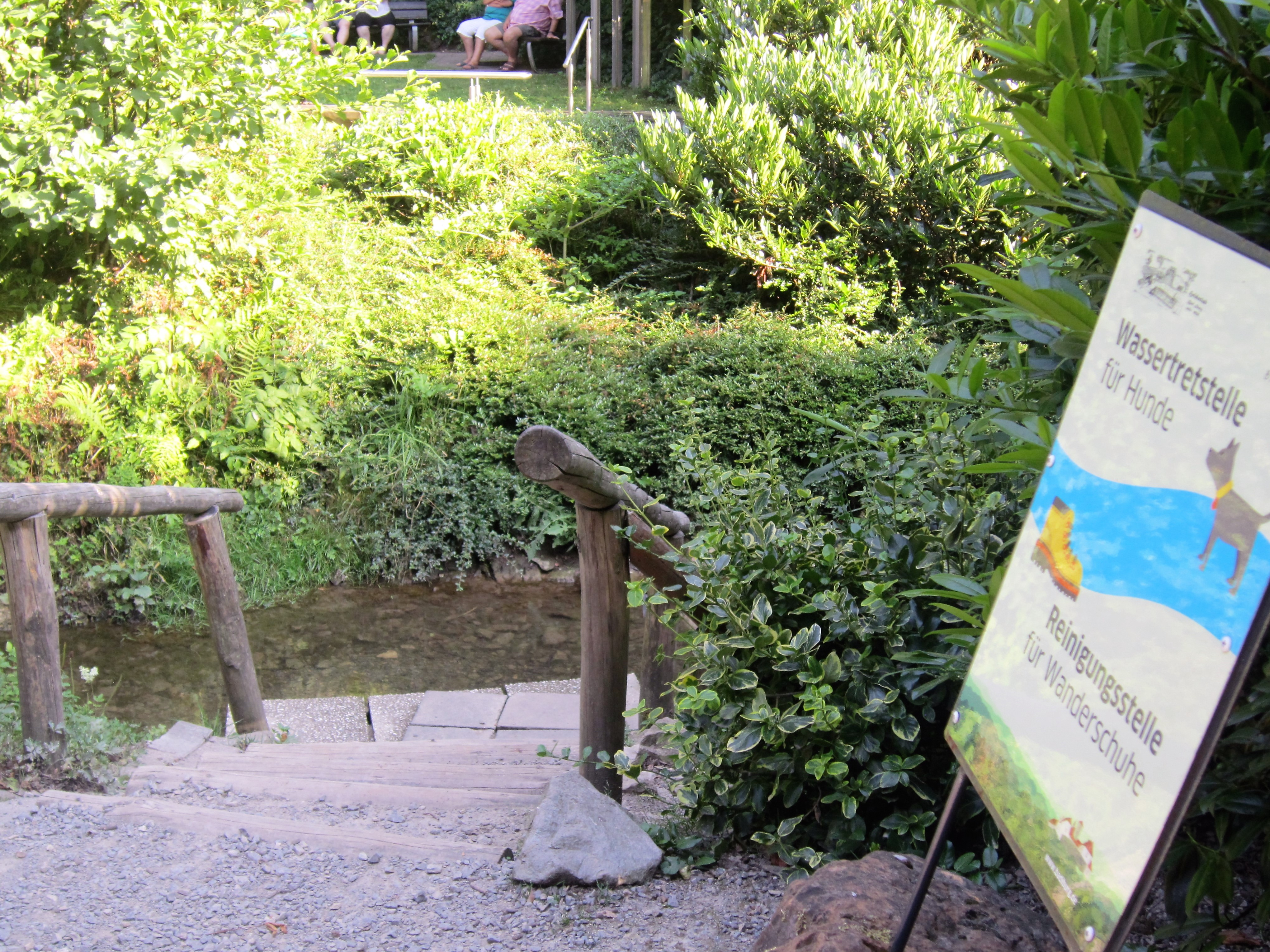
Watertrappelbassins voor mensen (achteraan) en voor honden (vooraan) bij de Freedenbach
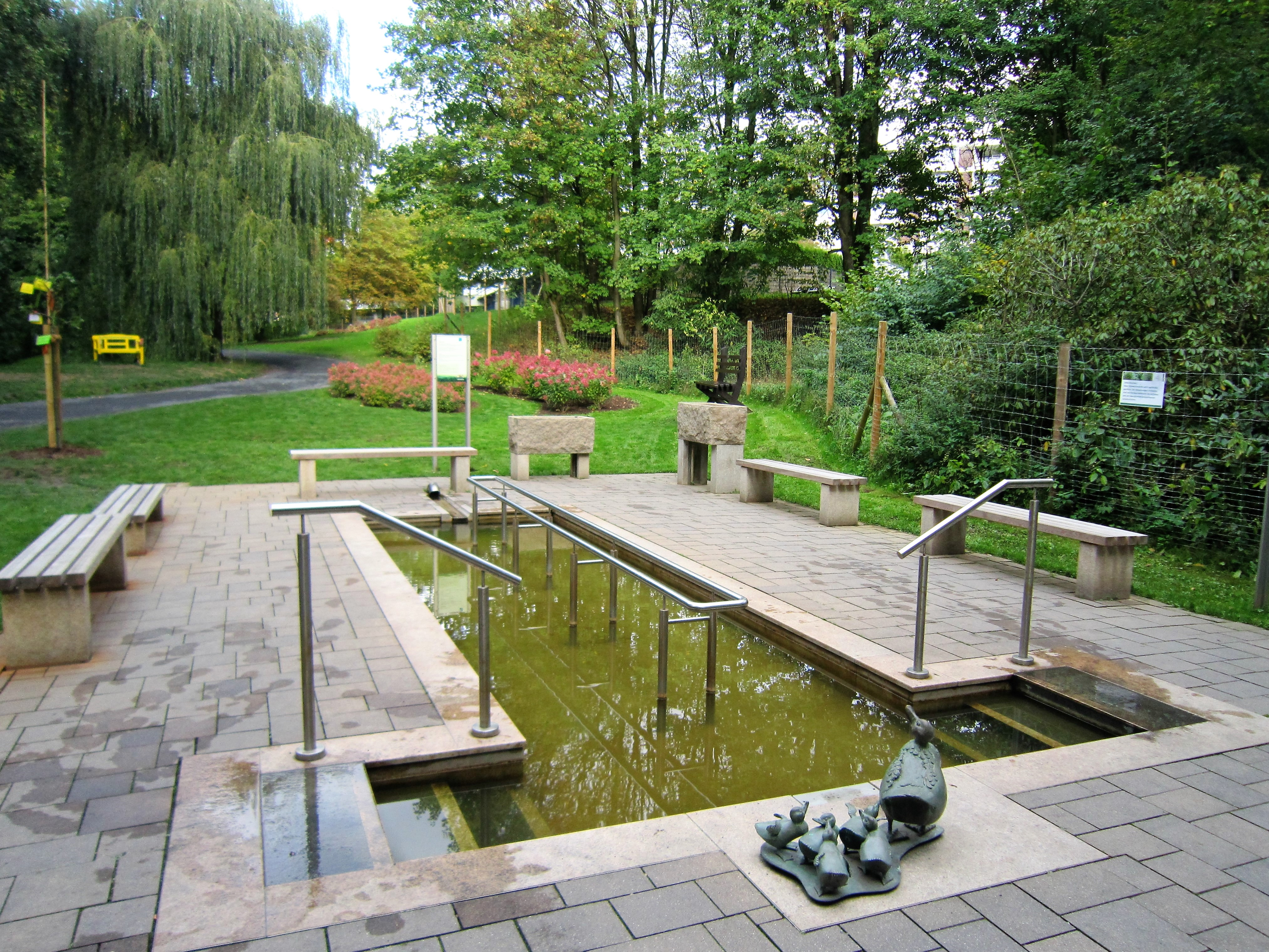
Watertrappelbassin in het zgn. Kurwald, dat in 2018 t.g.v. de  Landesgartenschau is aangelegd
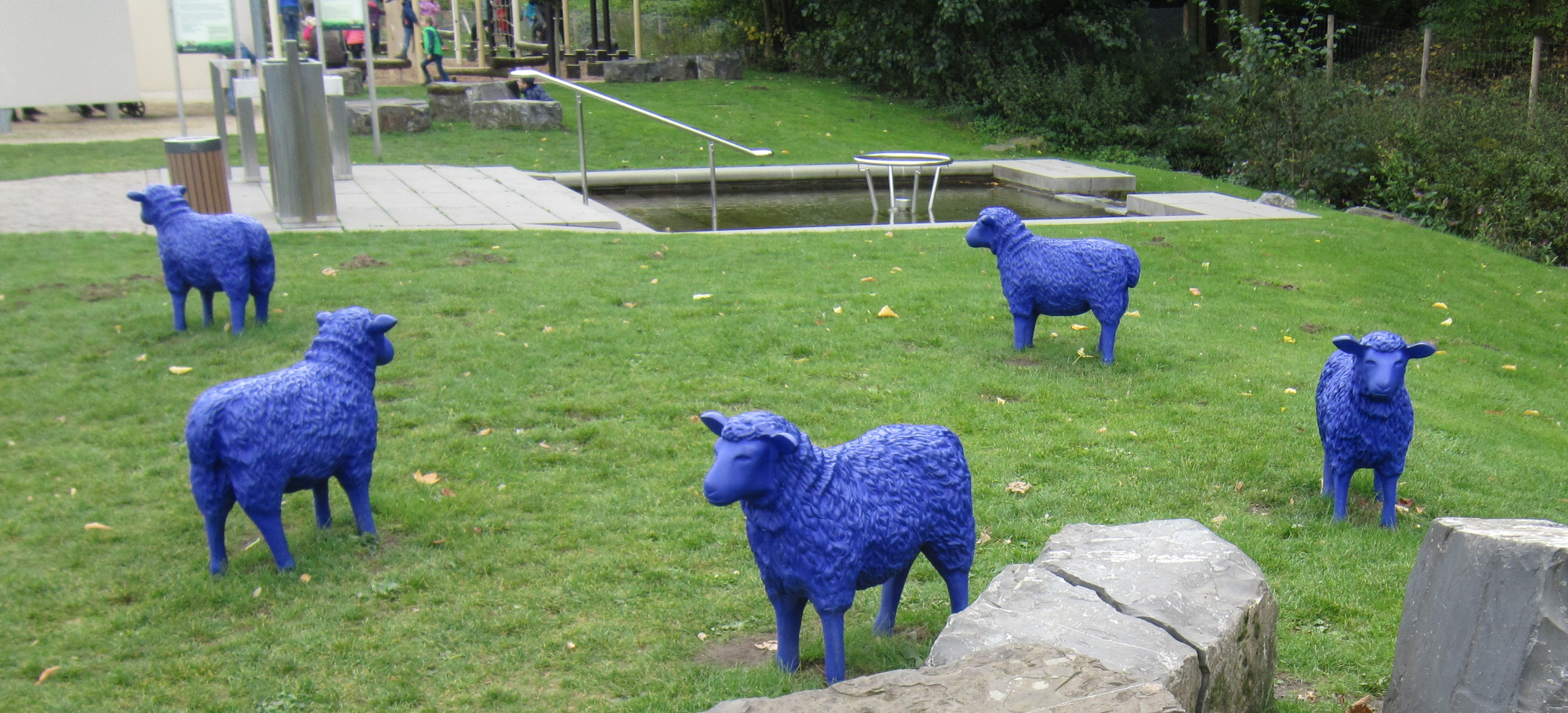
Watertrappelbassin in het Kneipp-Park tijdens de Landesgartenschau 2018

Het kuurbedrijf in Bad Iburg is van relatief jonge datum en richt zich op  de Kneippkuur. Voorzieningen hiervoor bestonden al voor de Tweede Wereldoorlog. In 1967 mocht de plaats zich een erkend Kneippheilbad noemen en verscheen het daarbij behorende woordje Bad voor de plaatsnaam Iburg. Er zijn dan ook, vooral sinds de Landesgartenschau 2018, watertrappelbanen e.d. in ruime mate aanwezig. Het in 1967 gebouwde Kurhaus werd in 2004 door nieuwbouw vervangen.
Het in 1595 gebouwde en later verplaatste Jagdschlösschen is thans het restaurant van het in 2004 gebouwde nieuwe Kurhaus.
Het aantal aanvullende kuurfaciliteiten is gering. De kuurkliniek van Bad Iburg heeft moeten sluiten en is nu een psychiatrisch ziekenhuis. Een ander gelieerd ziekenhuis is nu een verpleeghuis voor (hoog-)bejaarden. Op de Dörenberg, op de noordgrens van de gemeente, staat een kliniek, tevens revalidatiecentrum voor orthopedische geneeskunde en geriatrie.
Het is dan ook onzeker of de plaats in de toekomst Bad Iburg mag blijven heten of gewoon weer Iburg.

## Geschiedenis

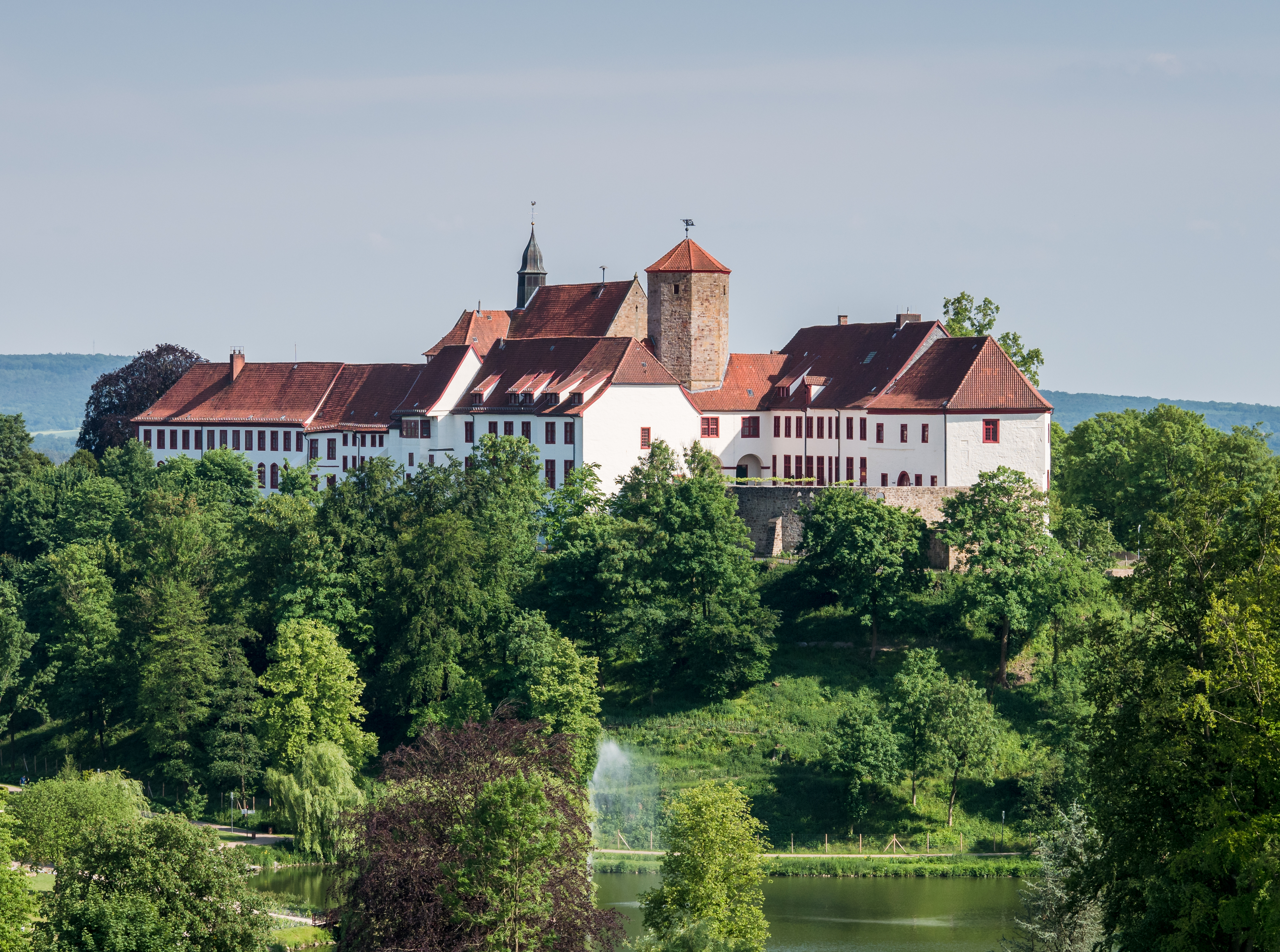
Kasteel Iburg met de Benno-toren; op de voorgrond de Charlottensee
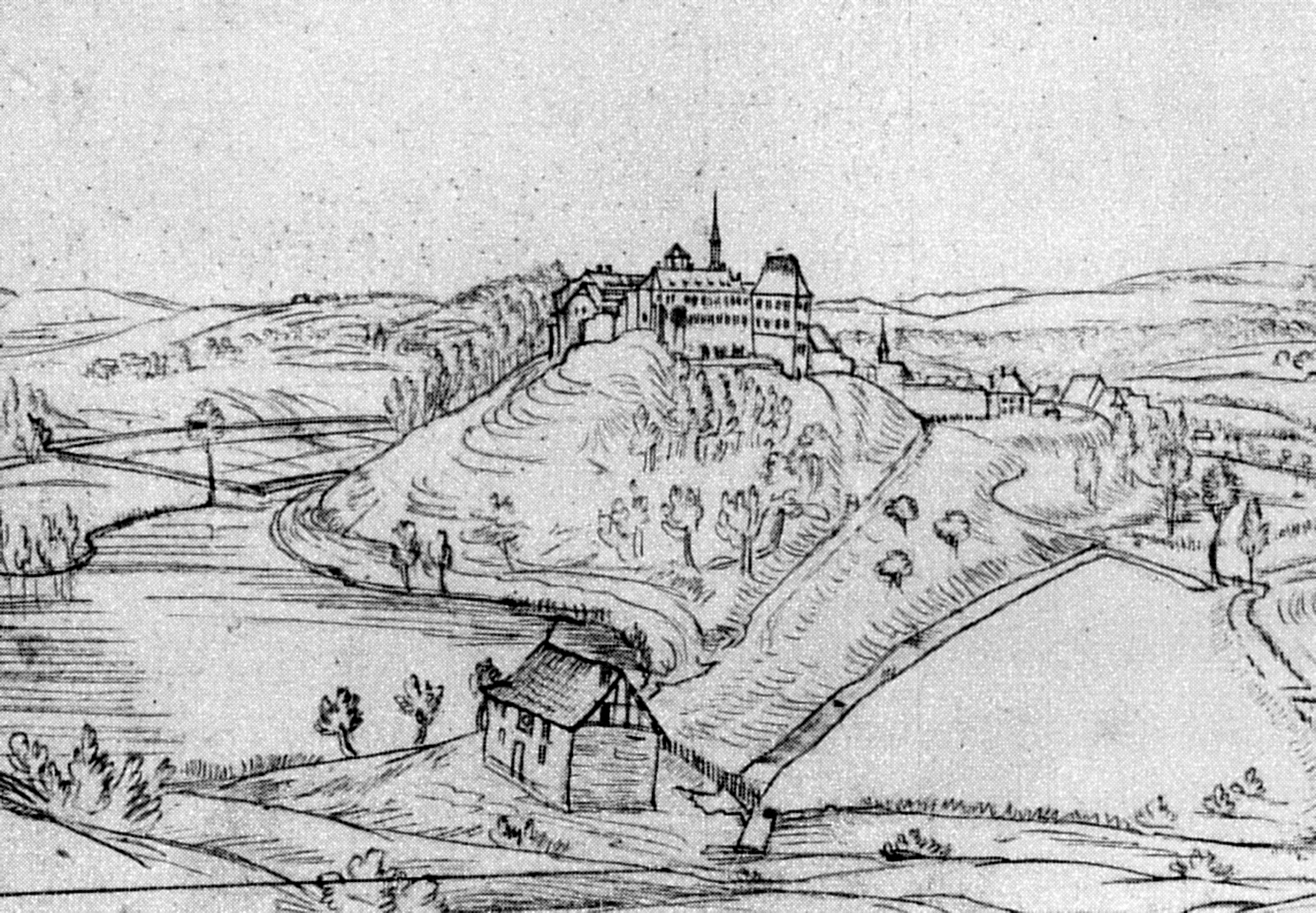
Kasteel en klooster Iburg, midden 18e eeuw
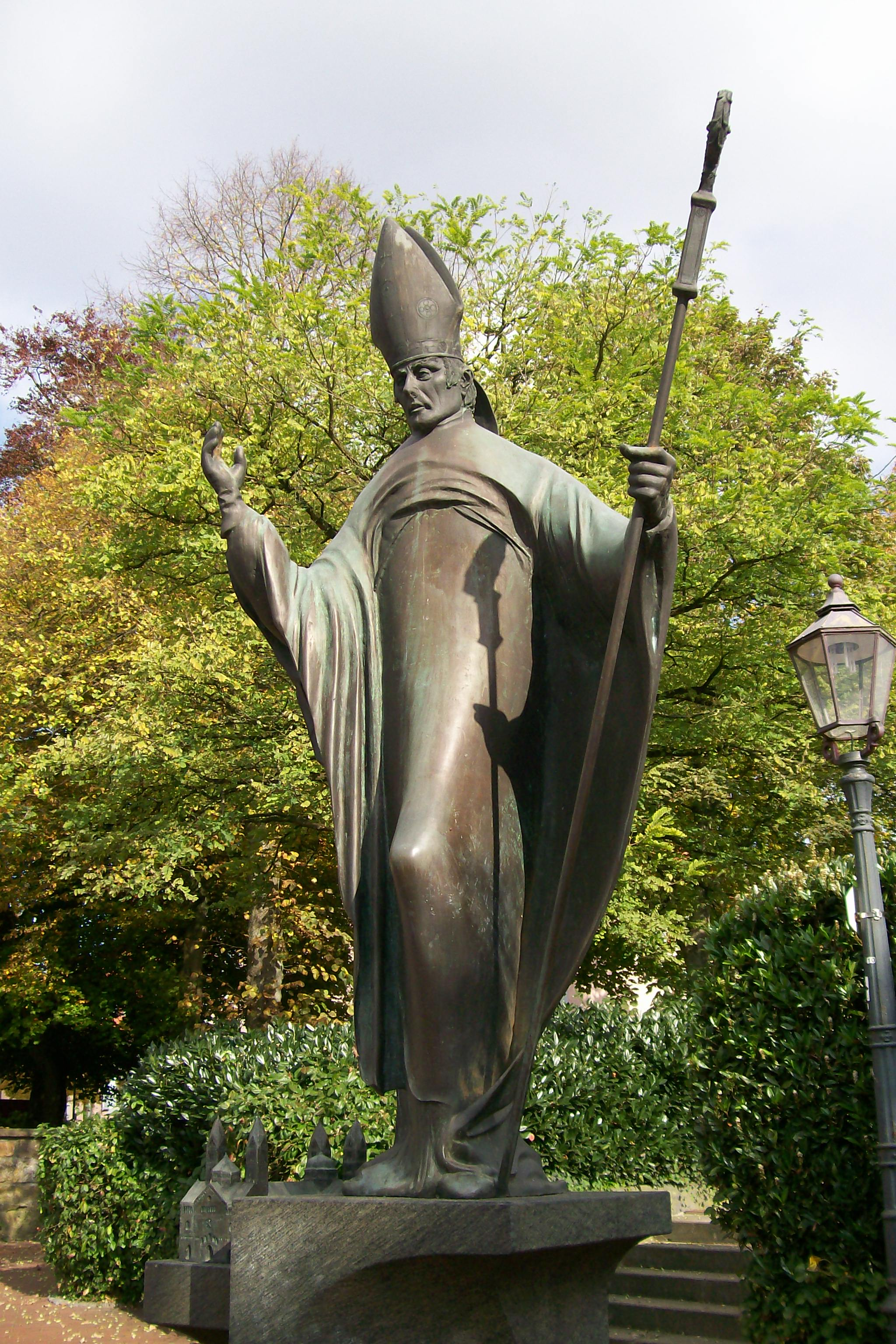
Benno II, de tweede bisschop van het kasteel (rond 1100), sculptuur gemaakt door Hans Gerd Ruwe  uit Osnabrück
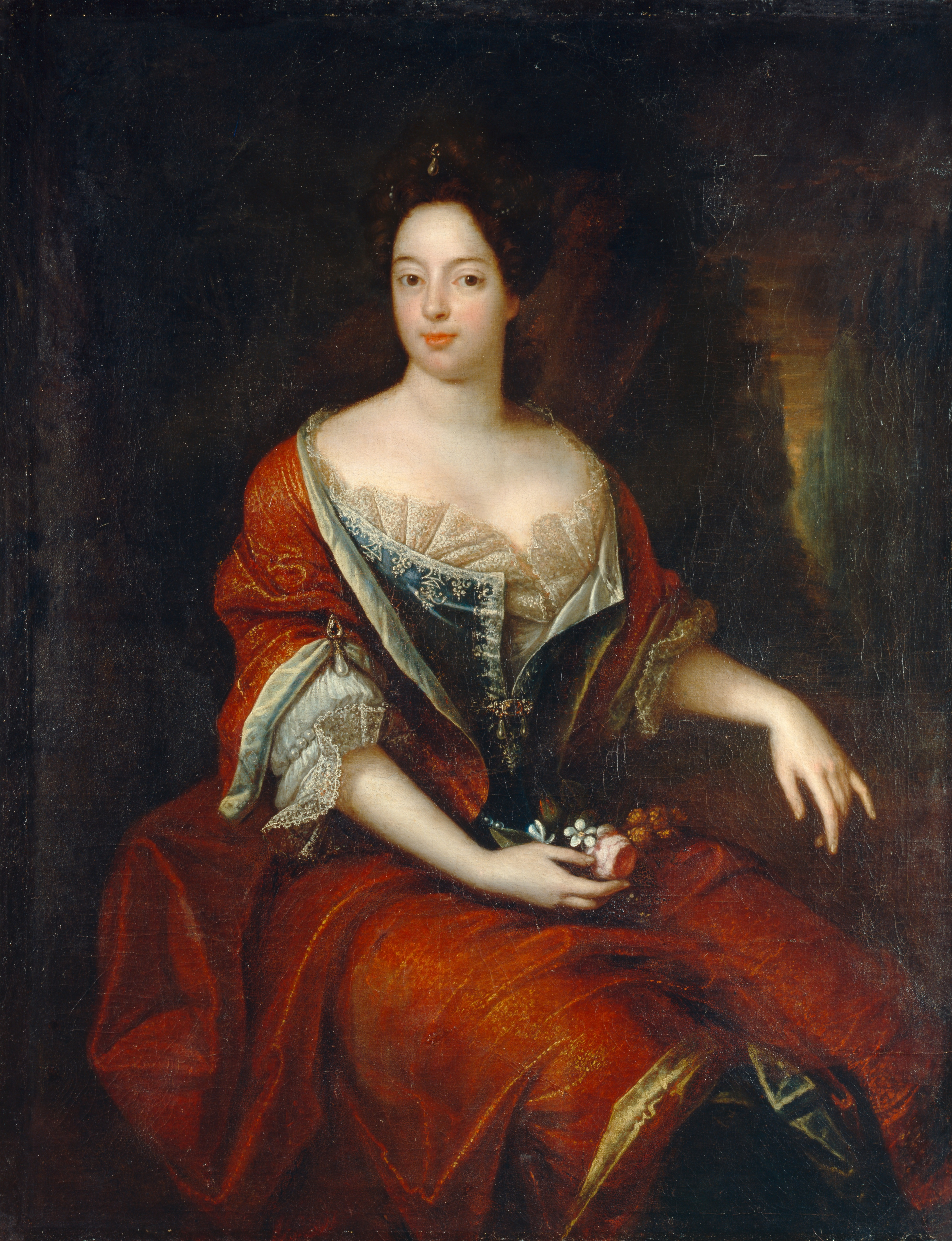
Sophie Charlotte, de latere eerste koningin in Pruisen werd in 1668 in kasteel Iburg geboren

De plaats heeft zijn bestaan te danken aan, en wordt beheerst door het historisch belangrijke Kasteel Iburg. Op de plaats van het huidige kasteel was vermoedelijk al een eerdere versterking aanwezig, mogelijk een mottekasteel. Rond 1080 hadden de bisschoppen Benno I en Benno II hier een zogenaamde waterburcht laten bouwen. Nog in 1080 stuurde de bisschop twaalf benedictijnen naar Iburg; zo kwam er een benedictijnenklooster tot stand.
In 1226 kreeg de buurt aan de voet van de kasteelberg een eigen parochiekerk, gewijd aan Sint Nicolaas. In 1254 verleende  de bisschop van Osnabrück, Bruno von Isenberg, de plaats stadsrechten, die echter nooit leidden tot een volwaardige status als stad. Wel werd rond 1300 een stadsomwalling gebouwd, die in de 15e eeuw door stenen muren werd vervangen. In de 16e eeuw maakte de stad deel uit van de Hanze als bijstad van Osnabrück. Pas in de 17e eeuw kreeg Iburg marktrecht en werd een Marktflecken. Pas in 1959 werd de plaats door de regering officieel tot stad verklaard. In 1585 werd Iburg voor de helft verwoest door een stadsbrand. In 1653 trok de laatste prinsbisschop weg uit Kasteel Iburg. Het klooster bleef er tot 1803 bestaan. In 1885 vestigde het Kreis-bestuur zich in het kasteel, dat daarna vooral als kantoor- en schoolgebouw dienst deed.
In 1887 werd de toeristische ontwikkeling voorzichtig opgestart door het uitzetten van wandelroutes en het daarlangs plaatsen van zitbanken. In 1932-1933 werd, als initiatief om de plaats een kuuroord te laten worden, bij het kasteel een grote vijver, de Charlottensee, gegraven. In de 19e en vroege 20e eeuw was er winning van kalksteen in de nabije heuvels.
In 2018 vond in Bad Iburg de Landesgartenschau van de deelstaat Nedersaksen plaats, die kan worden beschouwd als een iets kleinere tegenhanger van de Floriade in Nederland. Ter gelegenheid daarvan zijn overal in de plaats parken en tuinen aangelegd of gerenoveerd. Ook zijn in de openbare ruimte veel beeldhouwwerken opgesteld.

## Toerisme, recreatie, bezienswaardigheden
- Belangrijkste bezienswaardigheid in de plaats is Kasteel en Benedictijnerabdij Iburg.
- Door de gemeente lopen talrijke langeafstandsfiets- en -wandelroutes.
- De gemeente ligt aan de zuidkam van het Teutoburger Woud, waar vele wandel- en fietstochten mogelijk zijn. Een wandeling of mountainbiketocht noordwaarts naar de 330 m hoge Dörenberg wordt in het bijzonder aanbevolen. De uitzichttoren is echter helaas wegens bouwvalligheid gesloten.
- De 13e-eeuwse, deels nog romaanse St.-Nicolaaskerk in het centrum
- Het klokkenmuseum in Bad Iburg met o.a. mechanieken van torenklokken.

## Sport
In Ortsteil Glane is de sportvereniging TuS Glane actief. De tafeltennisafdeling van deze club bereikte in de jaren 1987-1995 internationale roem. De Nederlandse Mirjam Hooman-Kloppenburg kwam enige tijd voor deze vereniging uit.

## Partnersteden
Bad Iburg onderhoudt jumelages met:
- Pagėgiai in Litouwen, sedert 2008
- Charlottenburg-Wilmersdorf, een stadsdistrict van Berlijn, sedert 1980.

## Geboren
- Sophie Charlotte van Hannover (1668-1705), latere koningin van Pruisen
- Maximiliaan Willem van Hannover (1666-1726), broer van Sophie Charlotte, veldmaarschalk
- Wilhelm Westmeyer (* 11 februari 1829; † 3 september 1880 in Bonn), componist van o.a. twee opera's, en pianist

## Galerij

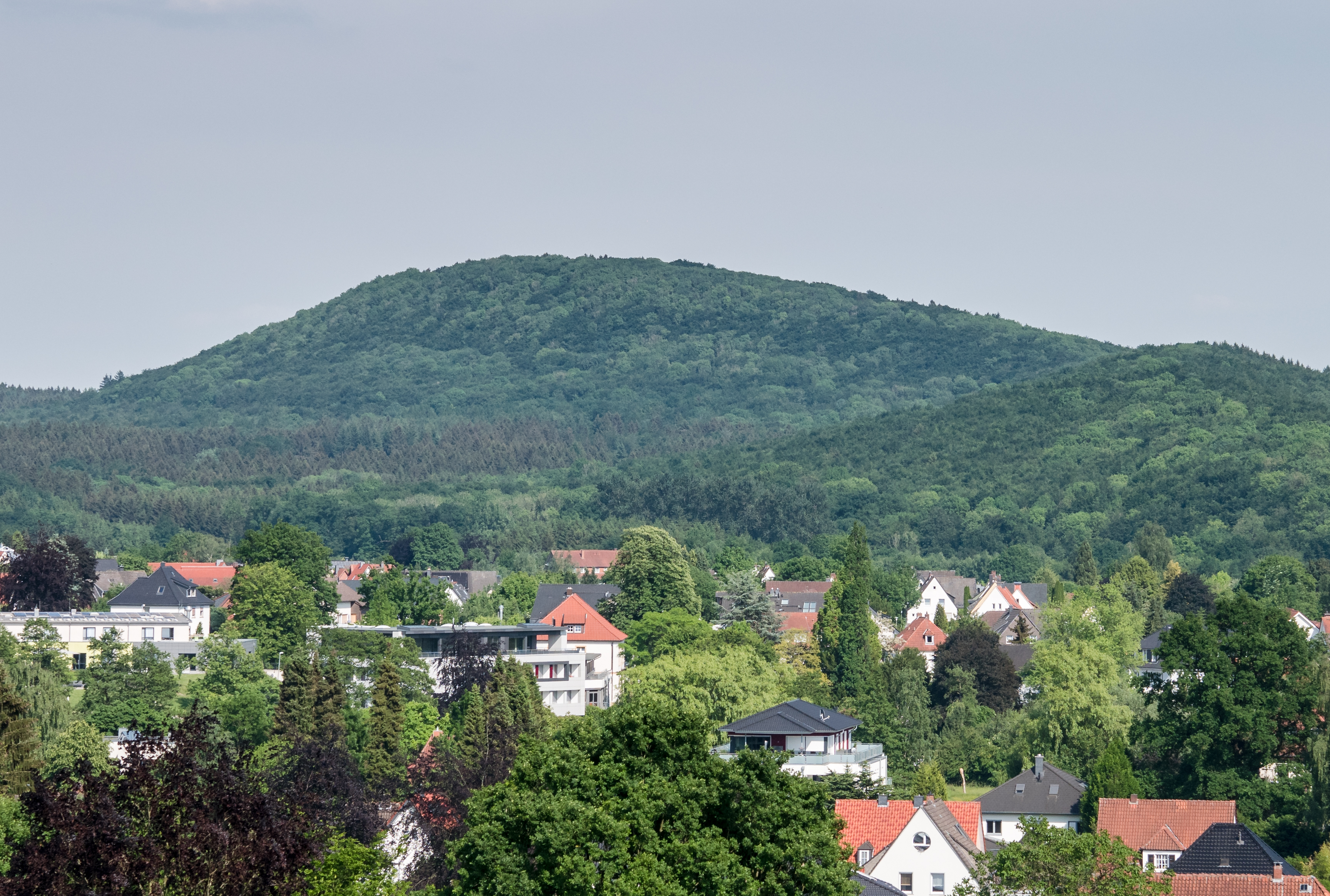
De 269 m hoge, met beukenbos begroeide berg Freeden ten oosten van Bad Iburg (hoogte 269 m; natuurreservaat)
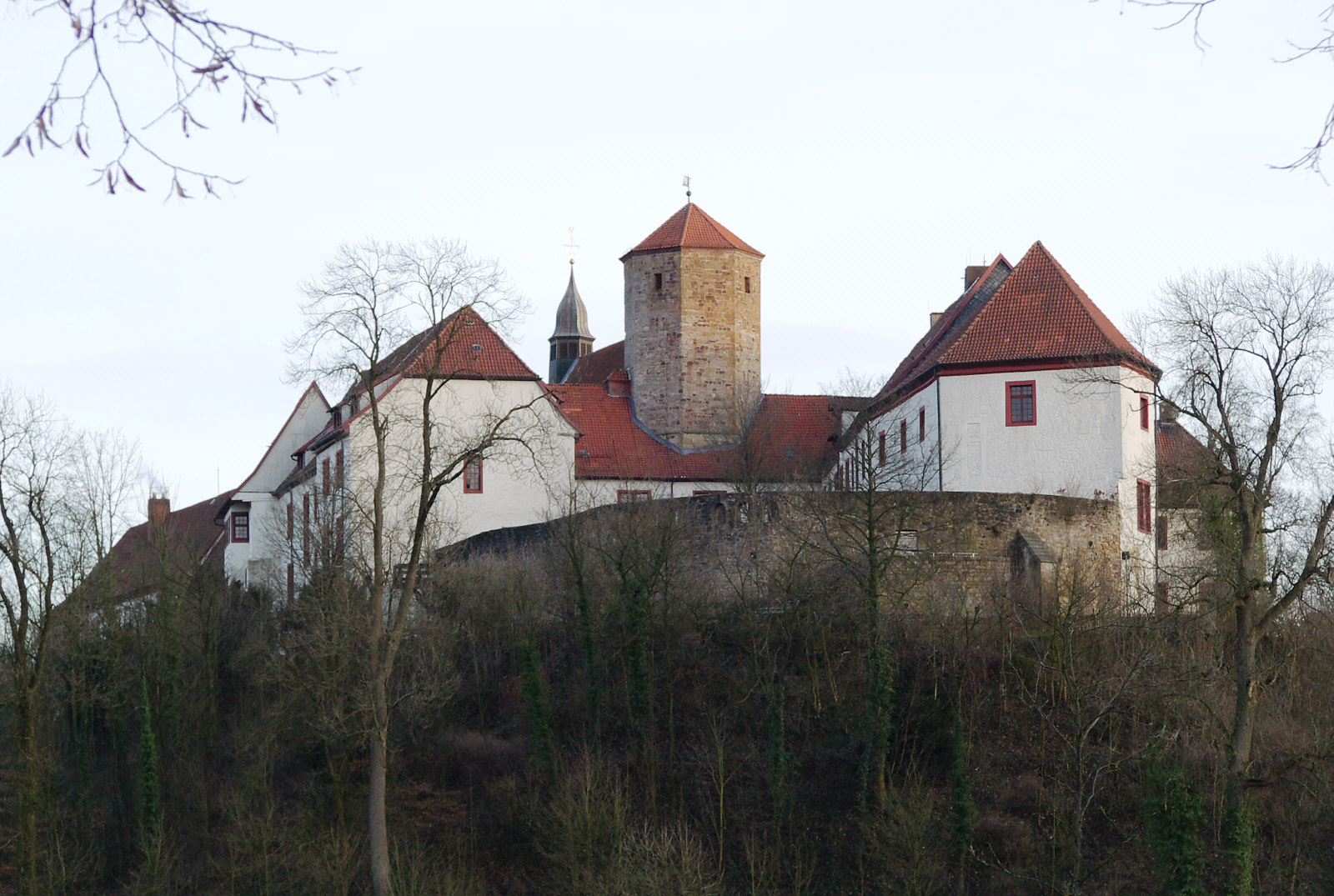
Kasteel Iburg
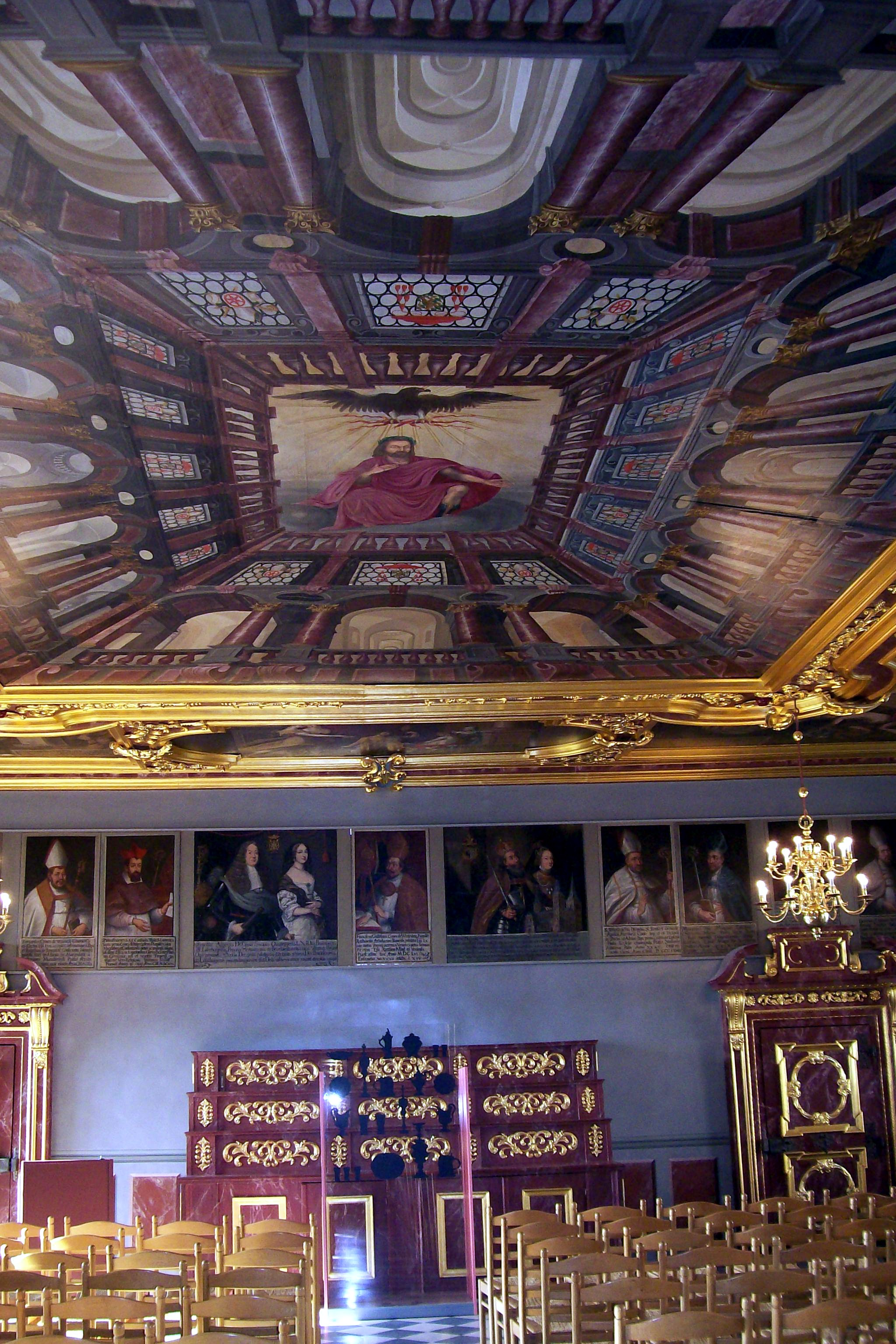
De 17e-eeuwse Ridderzaal in het kasteel
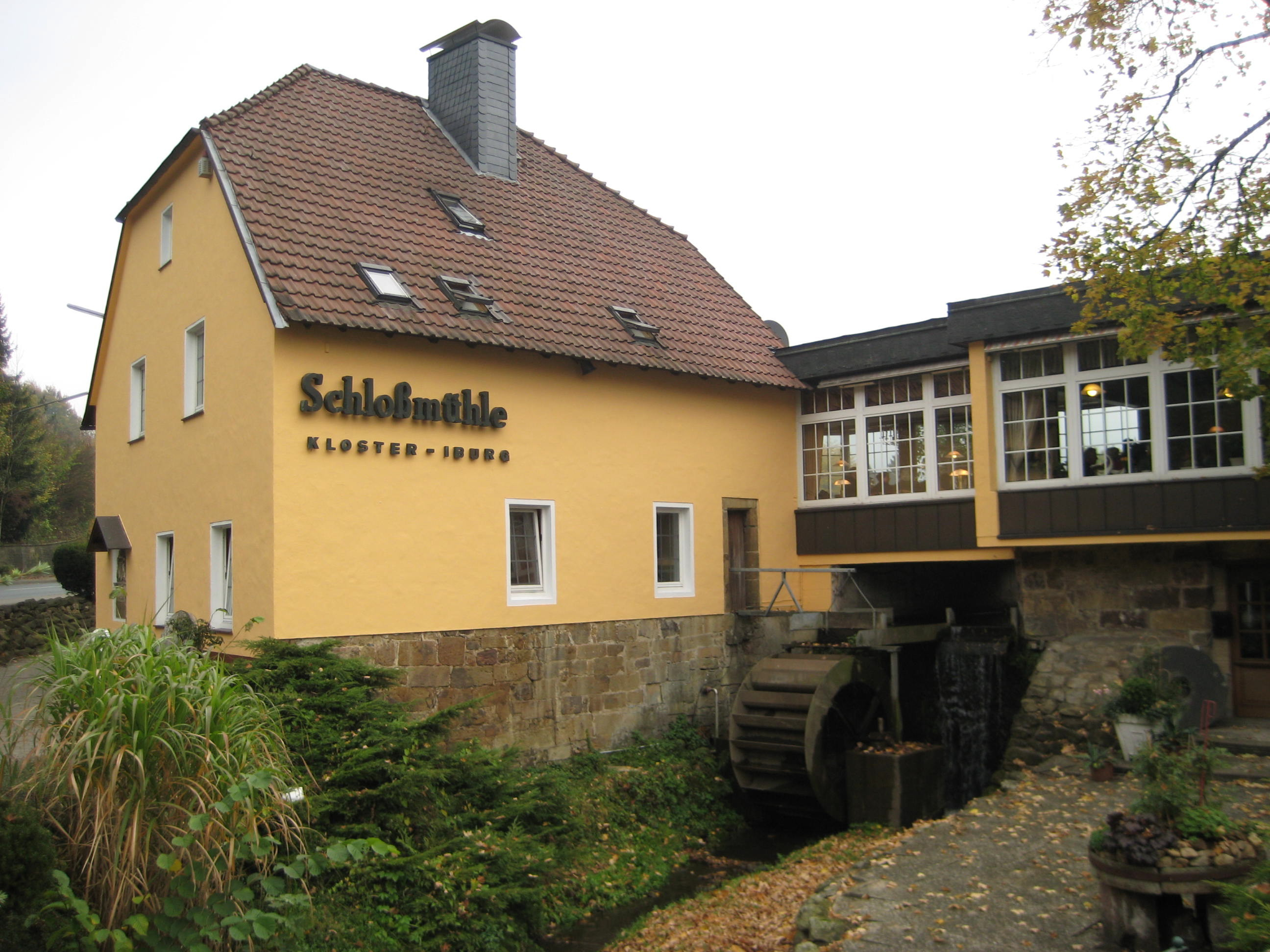
Kasteelmolen aan de Charlottensee, nu restaurant
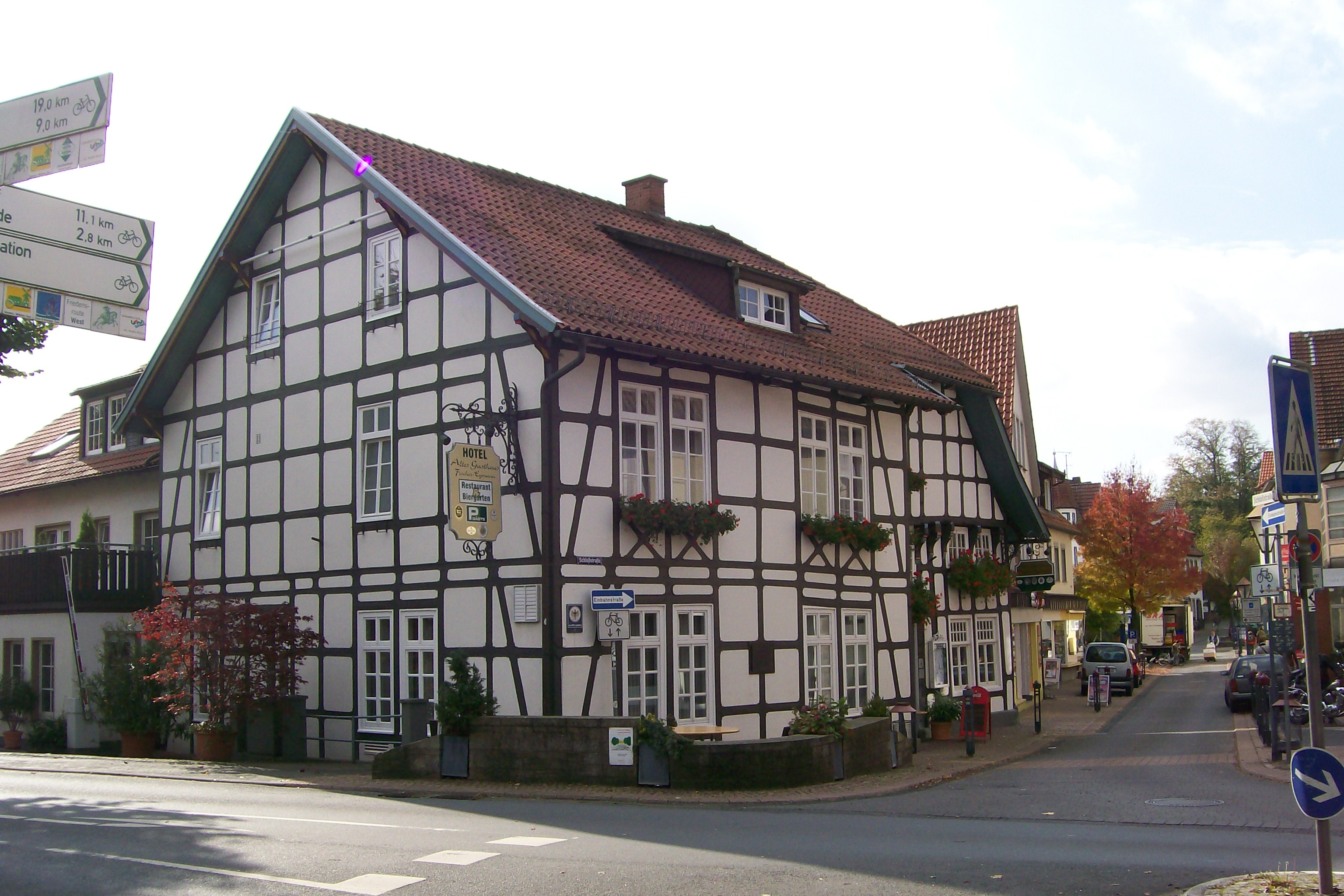
De Schlossstraße in Bad Iburg
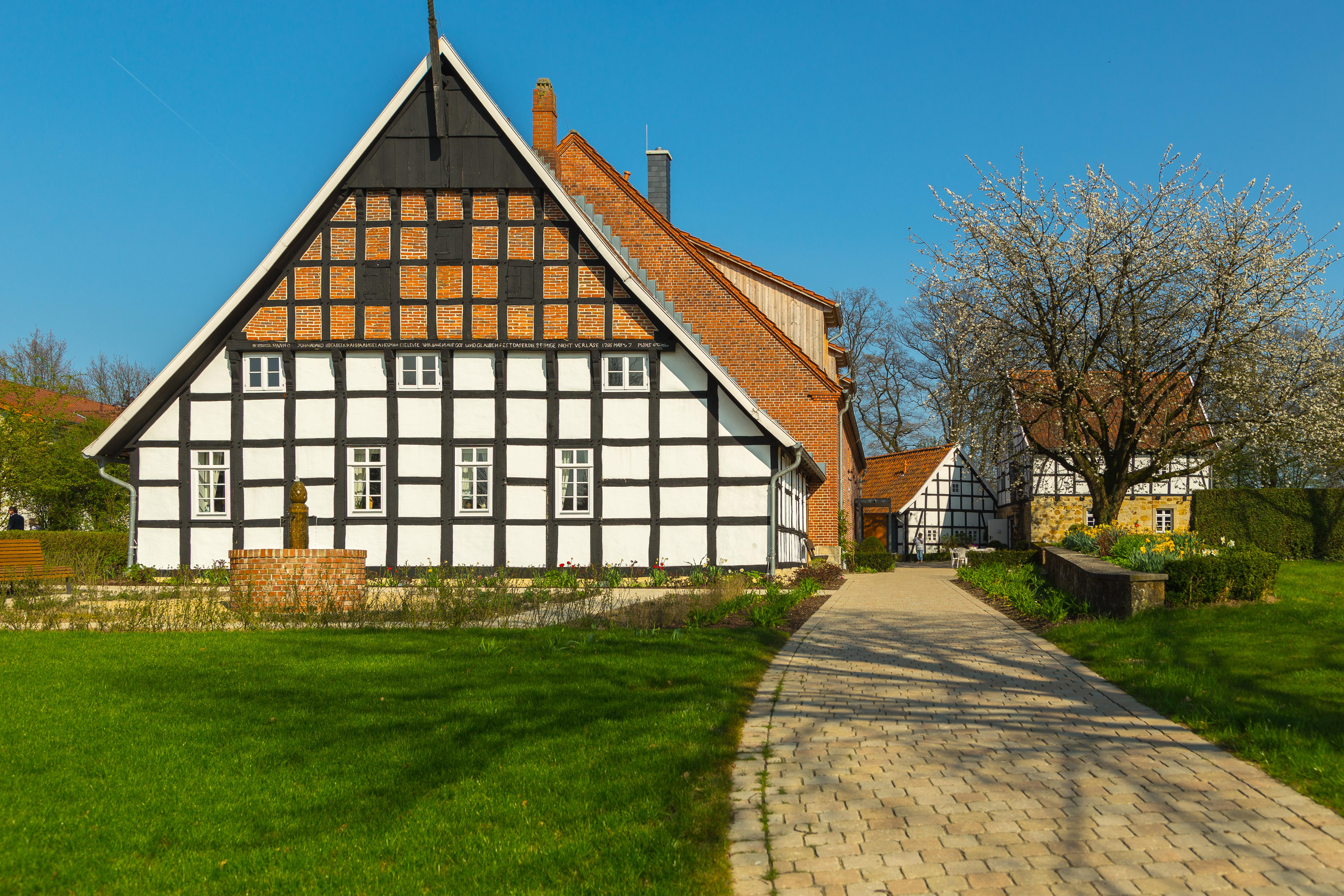
Averbecks Hof in Glane
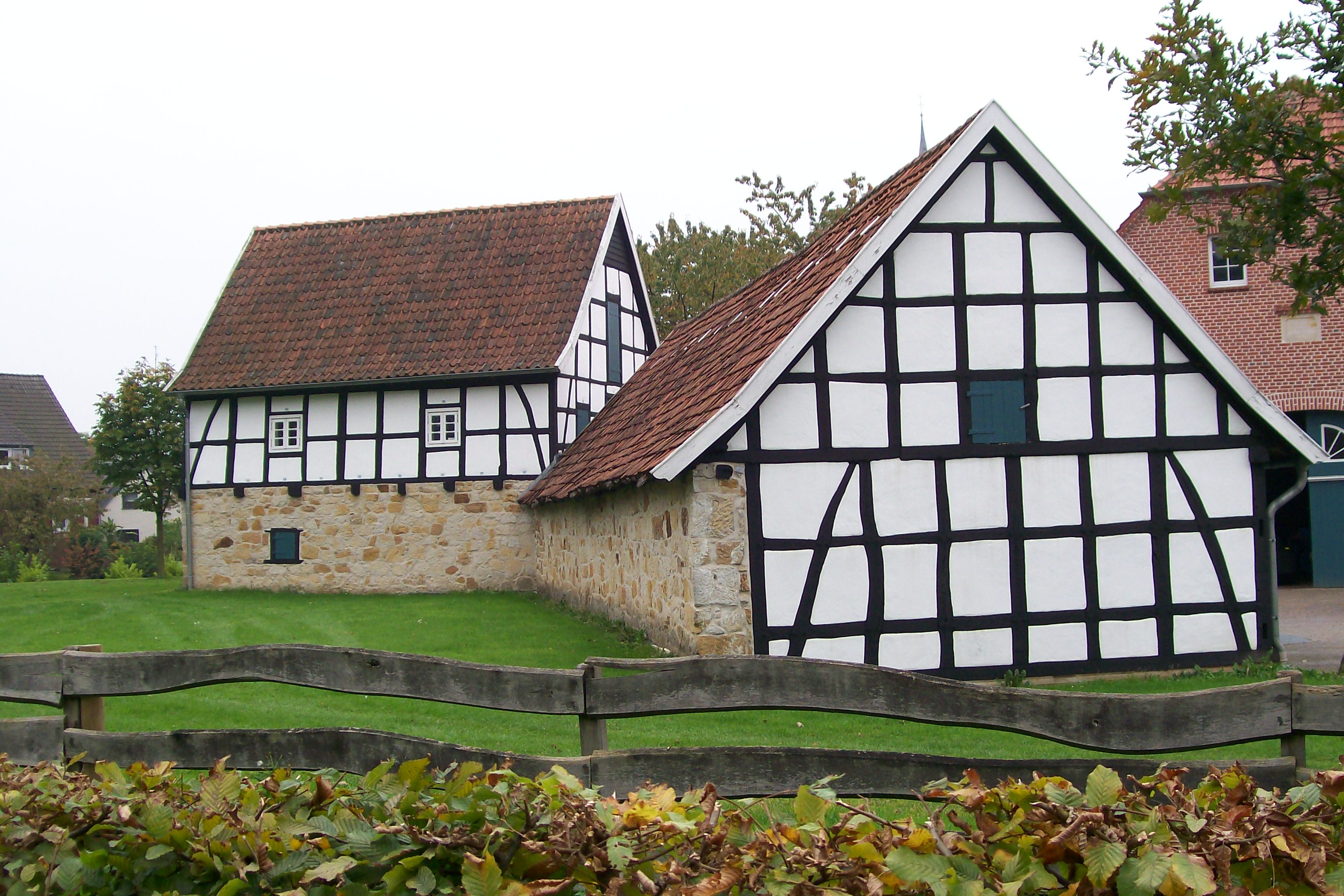
Averbecks Speicher, nu het dorpsmuseum van Glane
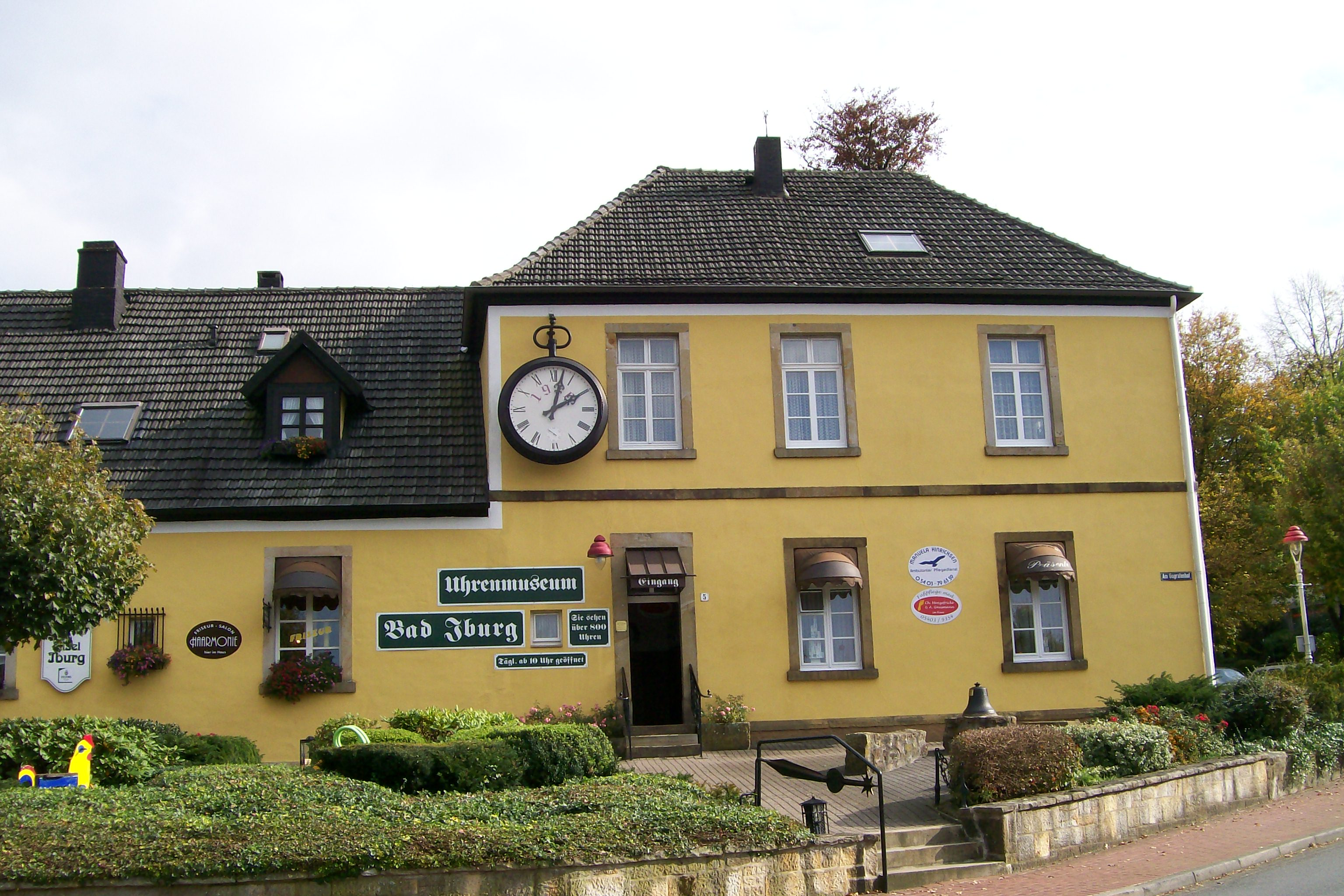
Het klokkenmuseum
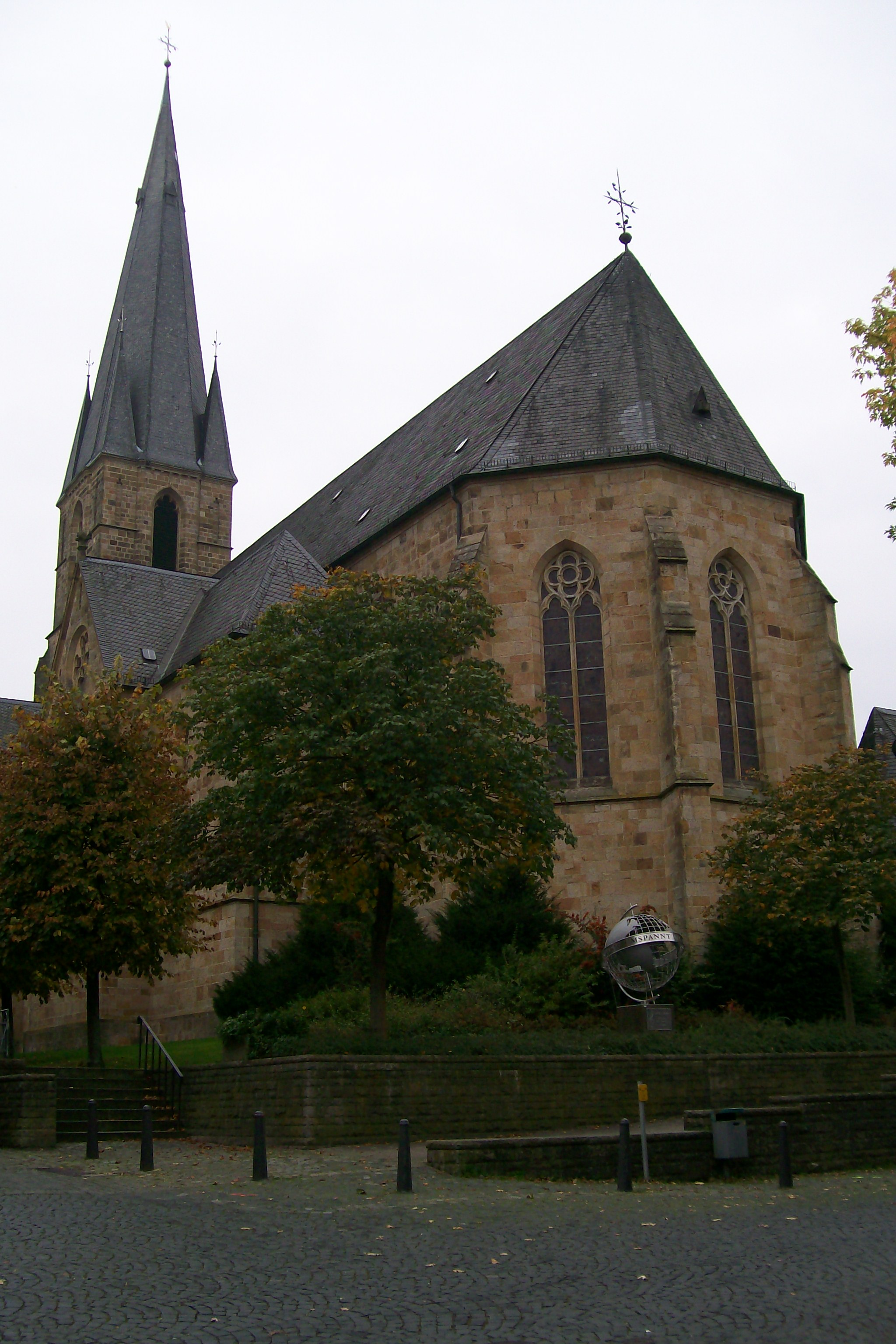
Neogotische kerk, gewijd aan Jacobus de Meerdere te Glane
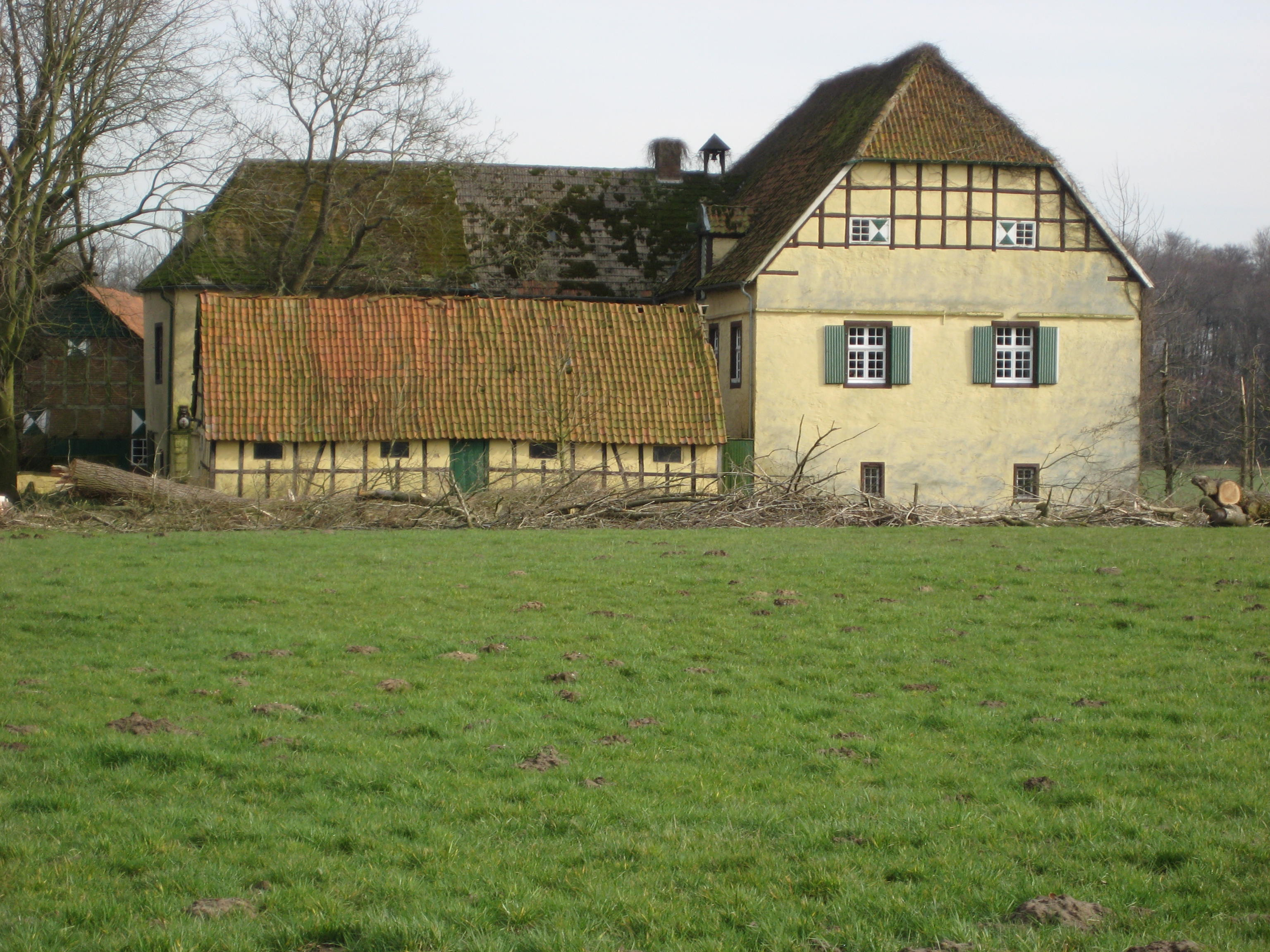
Burg Scheventorf
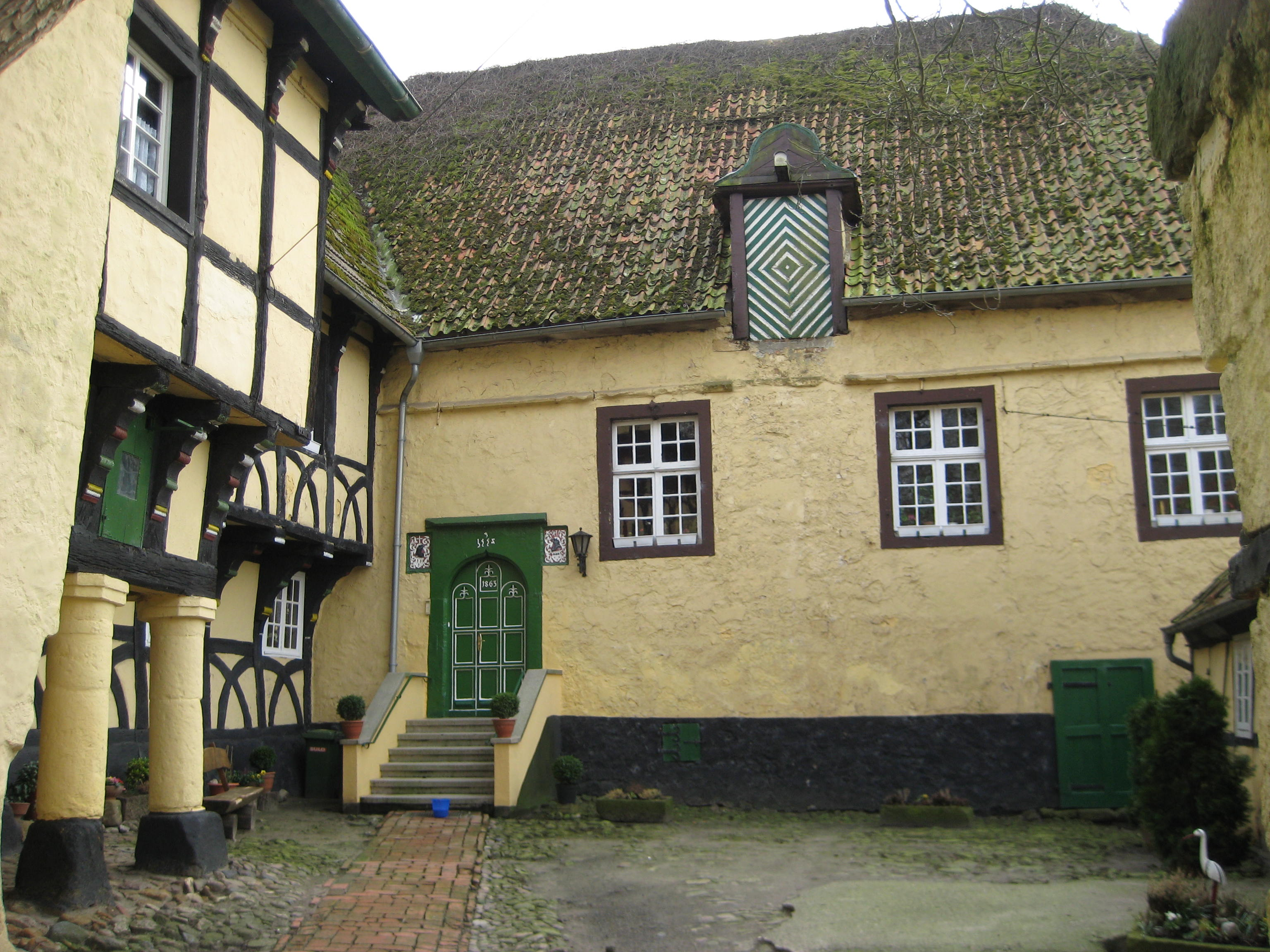
Binnenplaats Burg Scheventorf
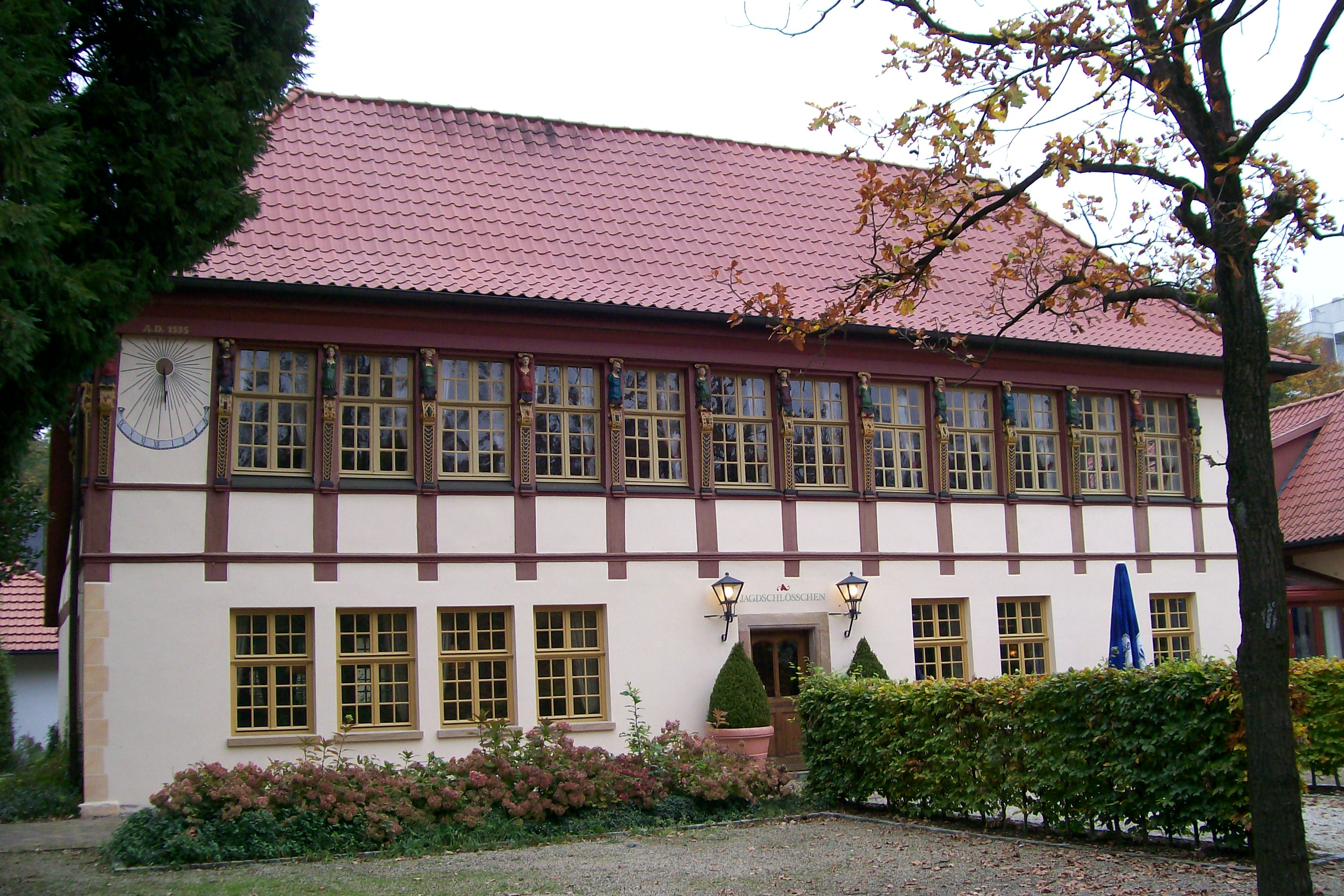
Het in 1595 gebouwde Jagdschlösschen,nu restaurant
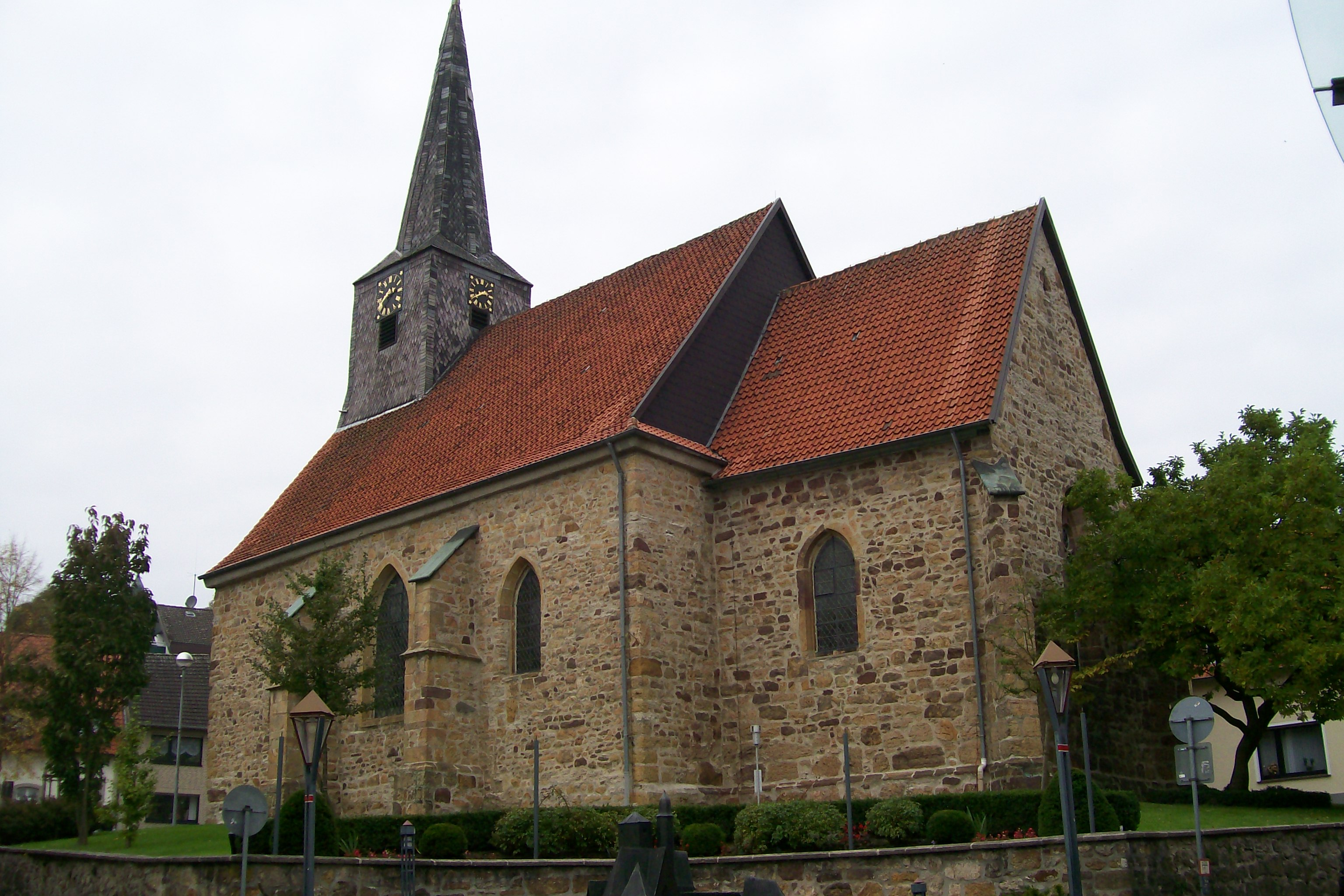
De St. Nicolaaskerk
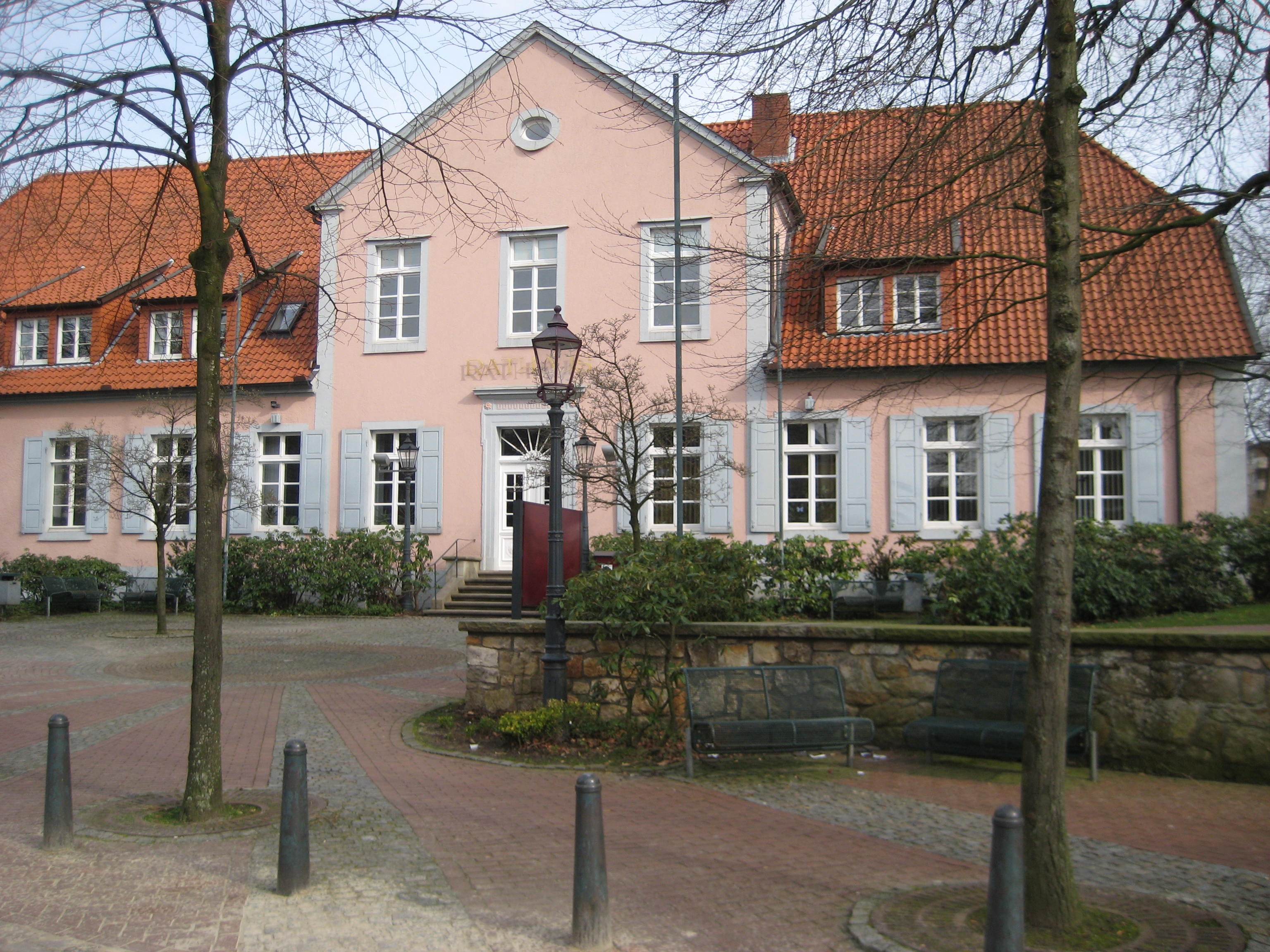
Voormalige hof van de gouwgraaf, nu raadhuis
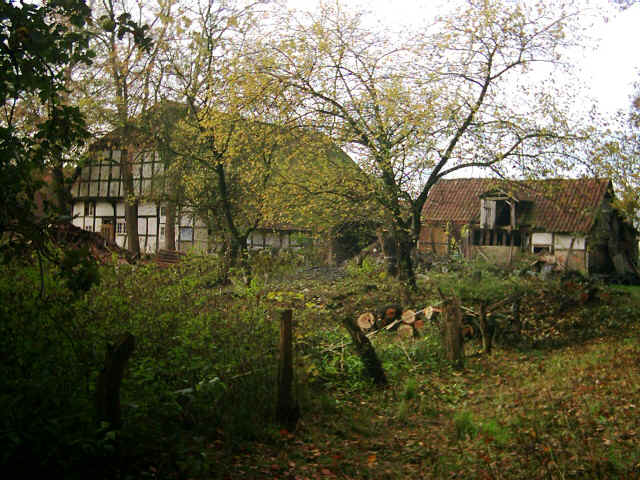
Deels uit 1614 daterend restant van kasteel Schleppenburg, nu een veehouderij
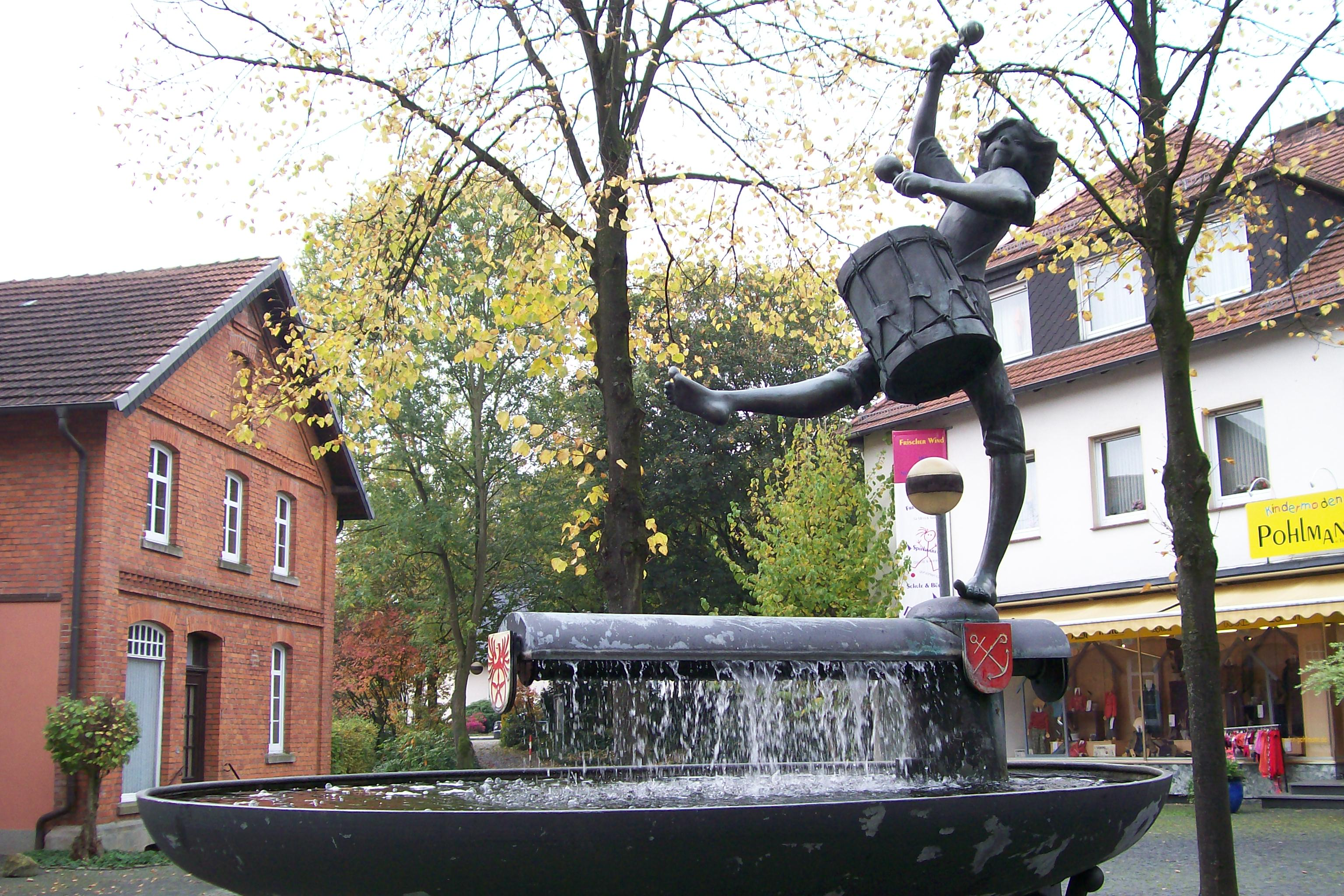
Trommelaarsfontein van Ruwe, Stadtteil Glane
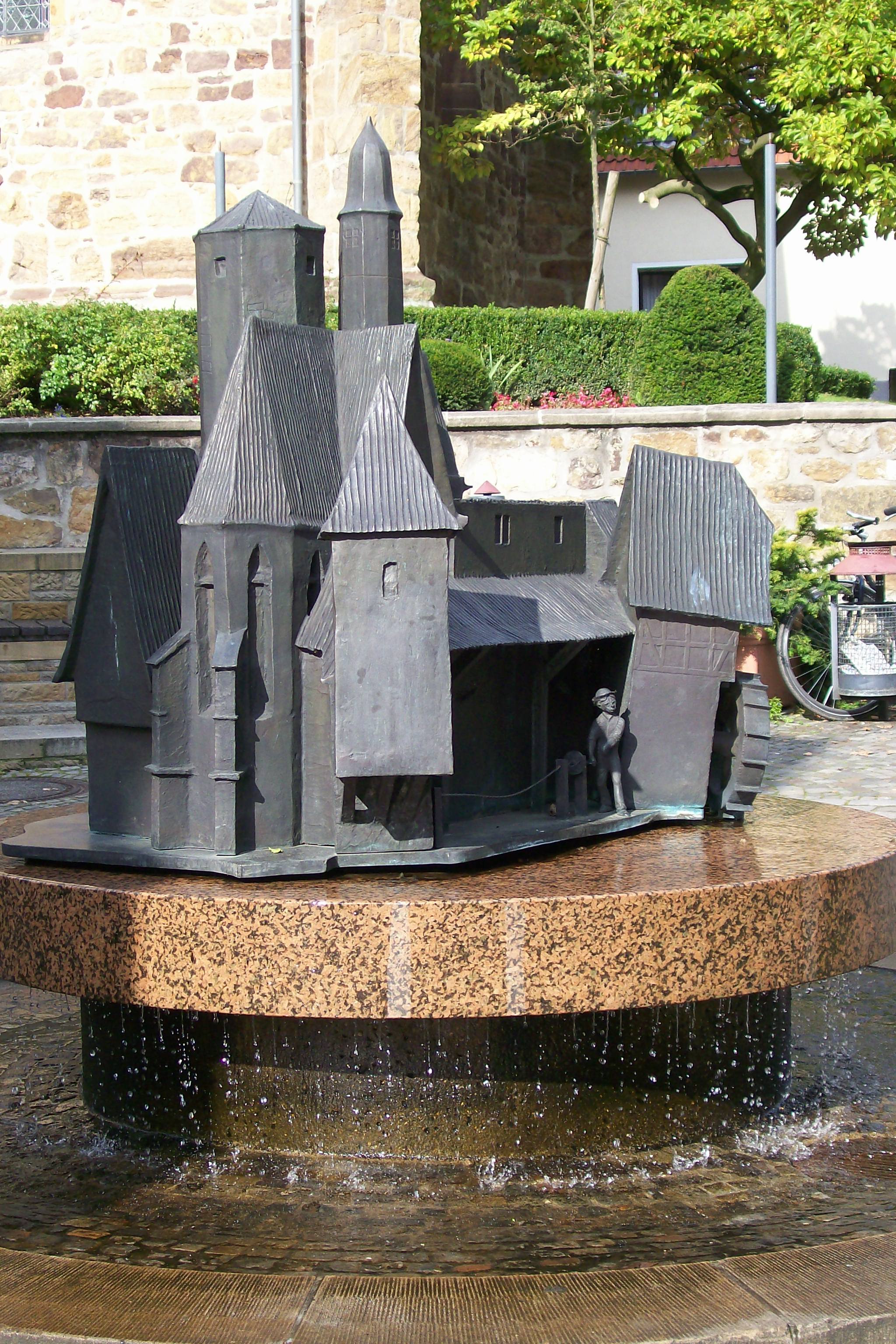
Grote Straat, Ambachtsliedenfontein (Hans Gerd Ruwe)
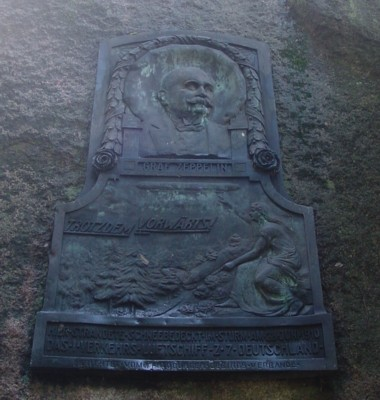
Zeppelinsteen bij Bad Iburg